# Гун, Карл Фёдорович
Карл Фёдорович Гун (Карл Я́коб Вильге́льм Гун) (нем. Karl Jacob Wilhelm Huhn, латыш. Kārlis Hūns; 1 [13] ноября 1831, Зиссегаль (ныне Мадлиена), Лифляндская губерния, Российская империя — 16 (28) января 1877, Давос, кантон Граубюнден, Швейцария) — латвийский и русский живописец немецкого происхождения, первостепенный представитель салонного академизма второй половины XIX века, один из первых латвийских художников, получивших международную известность. Академик (с 1868), профессор (с 1870) и член Совета (с 1871) Императорской Академии художеств, член Товарищества передвижных художественных выставок; участник Парижских салонов, художественных выставок в Брюсселе и Вене.

## Биография

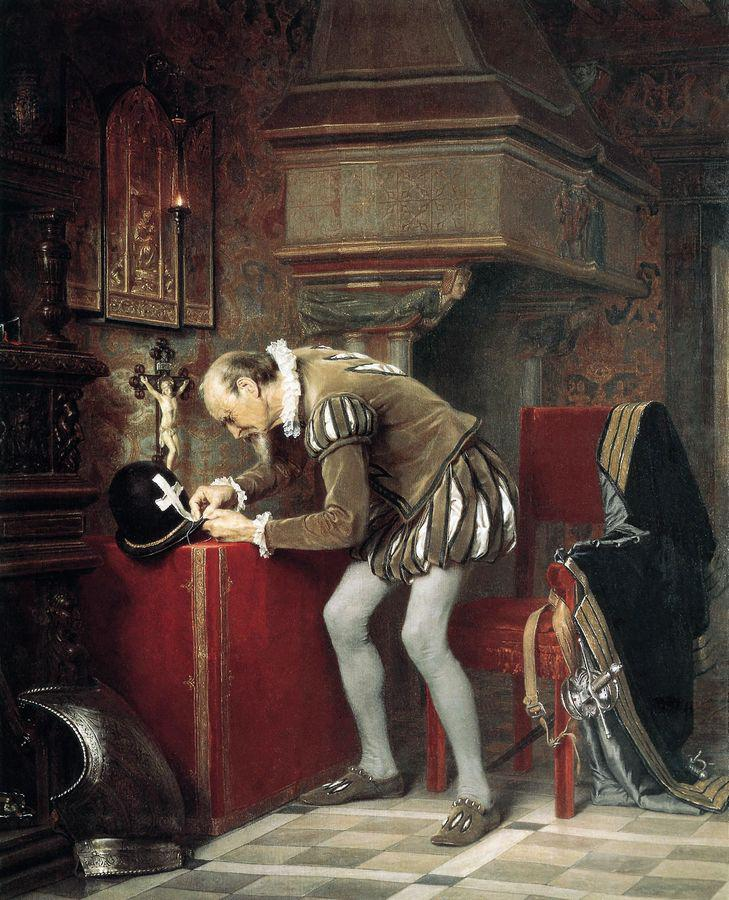
«Канун Варфоломеевской ночи», (1868), холст, масло — Государственный Русский музей.

### Ранние годы
Родился в семье остзейских немцев, выходцев из Эстляндии, в Зиссегале. Его дед, родившийся в 1754 году в имении Киррепек около Юрьева, умер в 1834 году. Отец — Карл Фридрих Гун (нем. Karl Friedrich Huhn), учитель церковно-приходской школы, органист и псаломщик, мать — Луиза Доротея Фогель (нем. Louise Dorothea Vogel), из местных жительниц, дочь владельца корчмы в Ной-Кайпене. У четы родилось шестеро детей, из которых выжило двое мальчиков и две девочки. Карл был старшим из сыновей и с раннего возраста обнаружил способности к рисованию.
Начальное образование мальчик получил дома, затем продолжил учёбу в рижской Домской соборной школе.
Приехав в 1850 году в Санкт-Петербург, поступил рисовальщиком к литографу Вильгельму Папе, служившему при Академии наук и выполнявшему иллюстрации по естественной истории. В то же время стал посещать вечерние классы Академии художеств. Через два года был принят в ученики академии. Главным наставником его в ней был представитель классической школы профессор П. В. Басин. Во время прохождения академического курса получил четыре серебряных медали за успехи в рисовании и живописи и малую золотую медаль за написанную в 1860 году, по конкурсу, картину «Олимпийские игры».
В 1861 году получил звание классного художника 1-й статьи и большую золотую медаль за программу: «Свадьба Василия Тёмного» (полное название: «Великая княгиня Софья Витовтовна на свадьбе великого князя Василия Тёмного в 1433 году срывает с князя Василия Косого пояс, принадлежавший некогда Дмитрию Донскому»). В основе сюжета картины было оскорбление, нанесённое матерью женившегося Василия II, внука Дмитрия Донского, его гостю и родственнику, одному из сыновей галицкого князя Юрия, когда Софья Витовтовна приказала сорвать с него драгоценный пояс деда. После этого разразилась междоусобица, в ходе которой Василий Московский был ослеплён и получил своё прозвище «Тёмный». Одновременно с Гуном над программой работали его однокашники В. П. Верещагин и П. П. Чистяков, которых также удостоили золотых медалей. Присвоение этих наград давало молодым художникам право на шестилетний пенсион для обучения за границей за казённый счёт.

### Роспись Покровского собора в Елабуге
Не воспользовавшись присвоенным государством пенсионом, Гун и Верещагин по приглашению городского главы Ивана Стахеева отправились в уездный город Вятской губернии Елабугу для исполнения образов для иконостаса тамошней Покровской церкви. Приглашение состоялось по инициативе уроженца этого города И. И. Шишкина, с которым художники дружили. Исследователи творчества Шишкина И. И. Пикулев, А. Н. Савинов и Ю. И. Фролов полагали, что Гун и Верещагин побывали в гостях у Ивана Ивановича ещё в 1861 году, а в елабужский период неоднократно бывали в гостях у Шишкиных, запечатлев их в семейном кругу.
В Покровском соборе Гун выполнил образ Божией матери, двух евангелистов на царских вратах и икону на одной из боковых дверей. При восстановлении здания собора в 1988 году были обнаружены также старые росписи в верхней части барабана. Их восстановлением занимался петербургский художник, заведующий художественной мастерской Юрий Владимирович Пугачёв вместе с ассистентом Александром Владимировичем Батановым. Реставраторы обнаружили, что до Гуна и Верещагина стены были расписаны темперой, в основном это были небольшие картины и орнамент. Гун и Верещагин работали масляными красками, в розово-оливковом и голубовато-синем колорите. При реставрации сюжеты изображений сохранили, положив сверху новый красочный слой, однако прежний колорит при этом был потерян. Казанский реставратор Михаил Яо сравнил сюжеты Гуна и Верещагина с живописью Ренессанса по мастерству исполнения, обрамлению растительным орнаментом в стиле ампир, «с тончайшим исполнением ажурной позолоты».
Кроме этого, Гун и Верещагин писали в Елабуге портреты местных деятелей культуры, участвовали в изготовлении декораций для пяти любительских спектаклей. Кроме того, Гун написал множество этюдов, сцен народного быта. Он делал тщательно проработанные рисунки и акварельные наброски татарских и русских деревень, удмуртской избы и винокурни, окрестностей города, всего около ста работ. Его путевой альбом после возвращения в Петербург купила библиотека Академии художеств, а затем он был передан в Русский музей.

### За границей
В 1863 году Гун поехал за границу, в качестве пенсионера академии. Посетив Лейпциг, Дрезден, Прагу и Мюнхен, поселился в Париже, в небольшой мастерской на улице Каузиль, и в первую пору занялся сочинением и исполнением картины: «Эдита Лебяжья-шея находит на поле Гастингской битвы труп своего возлюбленного Гаральда», оставшейся неоконченной, портретами (портрет писательницы Маркевич) и некоторыми другими работами. Он побывал в Шартре, посетил Нормандию, где писал этюды с натуры, пейзажи и жанровые сценки. Две небольшие работы этого периода были представлены на петербургской академической выставке 1872 года и удостоены денежной премии и медали за выразительность: «Дети с котятами» и «Больное дитя».
Интересно, что в Париже его продолжали занимать елабужские сюжеты. В 1865 году он написал картину «Цыганка ворожит татарской девушке» и продал её в Париже, в 1866 году в парижском салоне была выставлена «Крестьянская свадьба», а в 1868 году он создал портрет, известный как «Молодая татарка», многократно опубликованный в журналах, однако исчезнувший в оригинале. Этнографические мотивы продолжают привлекать художника и во Франции: «Французский крестьянин», «Шалаш нищего».
В парижской мастерской Гун начинает писать заказные портреты: одним из первых был заказ от «русской Жорж Санд» Марко Вовчок. После того, как художник удачно раскрасил акварелью фотографию императрицы Евгении, к нему стала обращаться и французская знать.
Будучи пенсионером Академии художеств по исторической живописи, Гун выбрал для себя тему религиозных войн во Франции. Он тщательно изучал материалы эпохи, даже покупал на блошиных рынках кусочки тканей того периода, чтобы изобразить их аутентично. В 1868 году в парижском салоне явилась его картина: «Лигист» или «Канун Варфоломеевской ночи», получившая впоследствии медаль на всемирной выставке в Вене. Критики отмечали твёрдость рисунка, тщательность в деталях, теплоту красок. Будучи потом прислана в Санкт-Петербург, она доставила художнику звание академика и была приобретена цесаревичем Александром Александровичем. Превосходное повторение этой картины, сделанное акварелью, находится в музее академии.
Высокую оценку получило и ещё одно полотно из той же серии: «Эпизод Варфоломеевской ночи». Набросок понравился известному коллекционеру К. Т. Солдатенкову и картина была завершена на его средства, а затем экспонировалась на Парижском салоне 1870 года. В России полотно принесло автору звание профессора исторической живописи. После этого Гун задумал сюжет «Похищение Карлом IX умирающего Колиньи», но эта работа не была завершена.

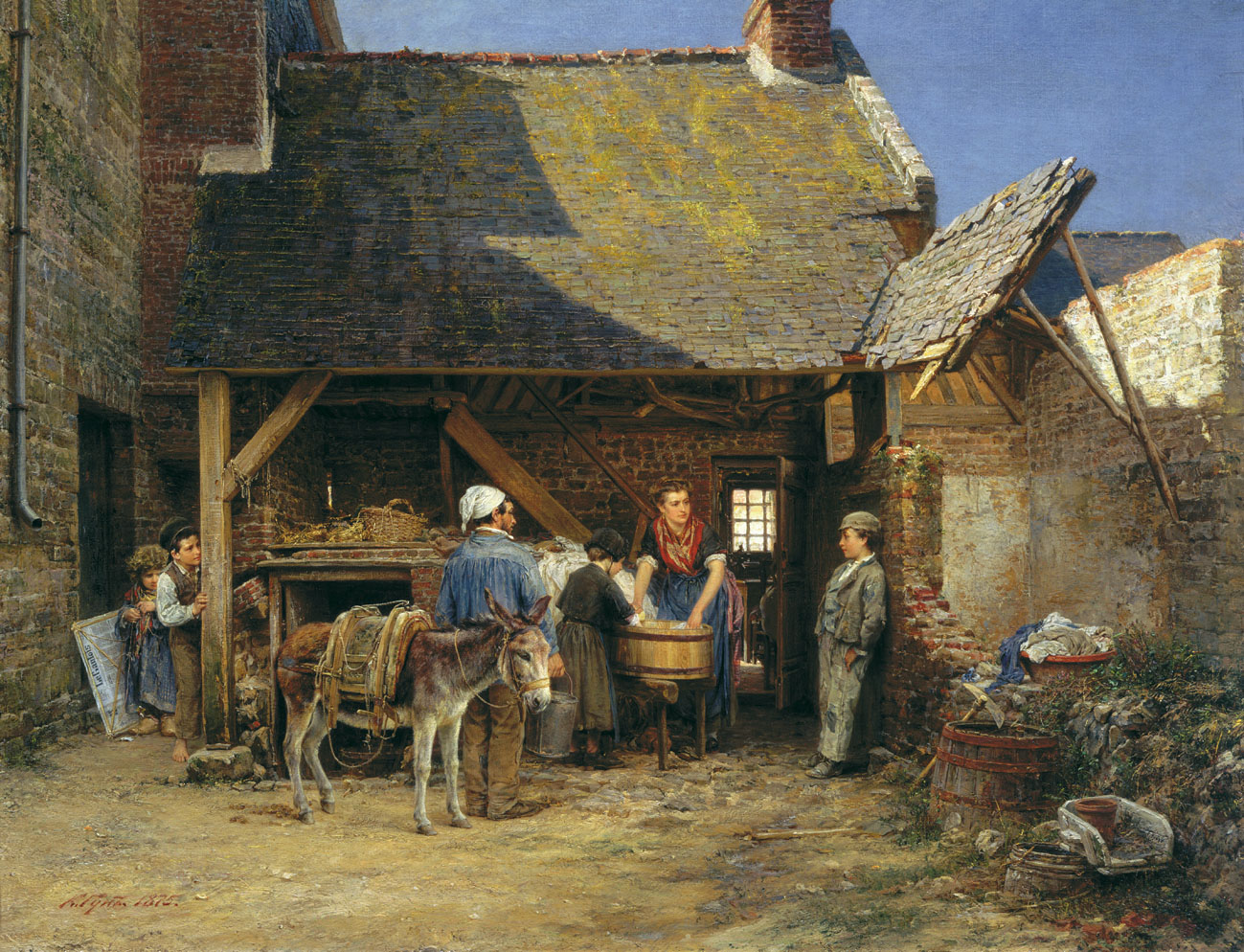
«Попался!», (1875), холст, масло — Государственная Третьяковская галерея.

В Париже написал картины «Цыганка ловит в тамбурин брошенную ей монету», «Голова средневекового рыцаря» и «Итальянка с цветами».

### Профессор Академии художеств
В сентябре 1871 года Гун вернулся в Россию он был избран в члены Совета Императорской академии художеств и получил должность профессора исторической и портретной живописи.
В ноябре 1872 года он вступил в Товарищество передвижных художественных выставок, став одним из самых активных его участников.
В Петербурге им окончено несколько работ, начатых за границей, и написаны портреты бывшего директора морского училища Римского-Корсакова (для этого училища), госпожи Солдатенковой (урожд. Филипсон) и княгини Барятинской; плафон на главной лестнице Аничкова дворца («Улетающая Ночь и появляющаяся Аврора»); образа святой Анны Пророчицы и Благовещения — для Государыни Императрицы; «Нагорная проповедь» и «Явление воскресшего Христа святой Марии Магдалине» для православной церкви, построенной графом фон Дервизом в Лугано, и некоторые другие.
Работать в Аничковом дворце Гуна пригласил профессор архитектуры Ипполит Монигетти, тогда же Карл Фёдорович познакомился с его дочерью Верой, которая в 1874 году стала его женой.
В том же году у Гуна обнаружились признаки чахотки, и, по совету врачей, он уехал в Самарскую губернию лечиться кумысом. Там он начал писать картину «Перевоз через Самарку», которую не завершил, поскольку прогрессирующая болезнь заставила его отправиться в южную Францию, в Ментону. После этого лето и осень Гун провёл в Лифляндии, а затем вернулся в Петербург, где провёл ревизию своих произведений. В декабре 1875 года Карл Фёдорович с супругой покинул Россию. Кочуя из санатория в санаторий, художник продолжал работать, создавая акварели с видами Италии и Швейцарии.
Весной 1876 года супруги направились в Рим через Неаполь, затем посетили Турин и Женеву. В Гейдельберге врач посоветовал художнику продолжить лечение в Давосе (Швейцария), однако этот совет оказался роковым: климат этого региона был губительным для больных чахоткой. Там Карл Фёдорович и скончался в возрасте 45 лет. Согласно его последней воле, Вера Ипполитовна перевезла тело мужа на родину, в Зиссегаль, где он и был погребён. Коллеги организовали посмертную экспозицию художника, предоставив для неё целый зал на Шестой передвижной художественной выставке. Однако это помещение не вместило всех работ, поэтому пришлось использовать дополнительные площади в здании Общества поощрения художников на Большой Морской улице. Для этой экспозиции И. Н. Крамской специально написал портрет Гуна.
Гун может быть причислен к лучшим живописцам русской школы. Он не был наделен пылкою и особенно находчивой фантазией, но обладал значительной наблюдательностью, прекрасно знал рисунок и отличался сильным и гармоничным колоритом.

## Интересные факты
- В ночь с 4-го на 5 декабря 1999 года портрет К. Ф. Гуна работы И. Крамского (1878 год), вместе с другими пятнадцатью полотнами, общей стоимостью более 1 миллиона долларов, был украден из Научно-исследовательского музея Российской академии художеств[22]. Через пять дней похищенные картины были найдены сотрудниками уголовного розыска Санкт-Петербурга. Похитители задержаны[23]. На реставрацию повреждённых картин ушло полтора года[24].
- Подделав подпись на картине немецкого художника Карла Адольфа Гугеля (1820—1885) «Цыганка с младенцем», мошенники продали картину за 520 тысяч долларов председателю правления одного из российских банков, выдав её за работу Карла Фёдоровича Гуна[25][26].
- Картина Карла Гуна «Одалиска», (1875), была продана на аукционе Christie’s за рекордную сумму 713747 долларов США[27].

## Галерея работ

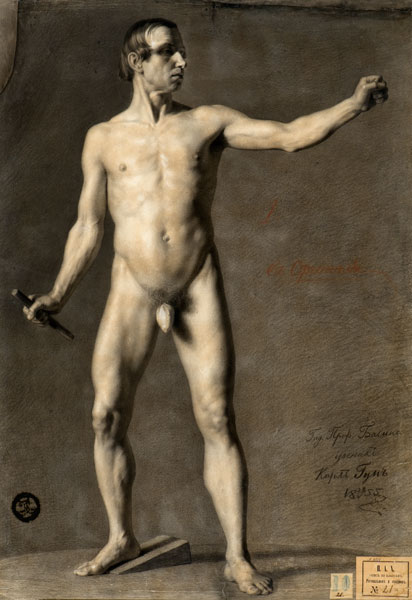
«Натурщик», (1855), Латвийский национальный художественный музей
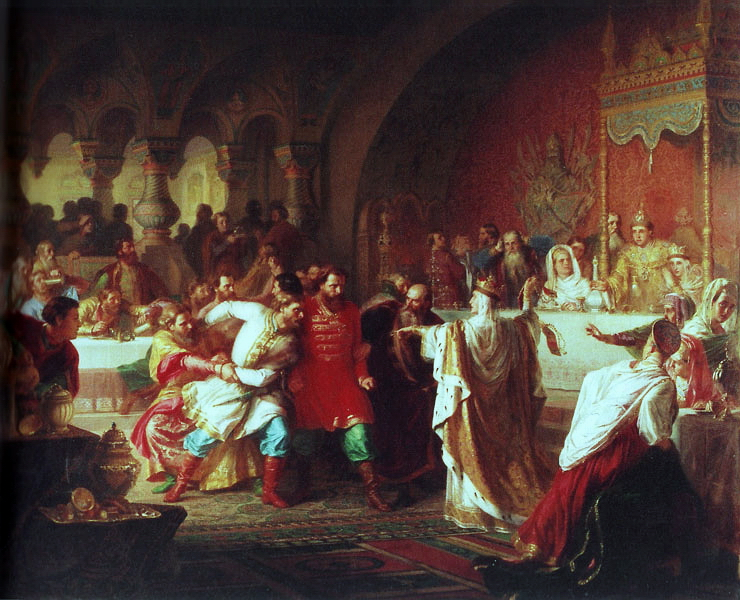
«Великая княгиня Софья Витовтовна на свадьбе Василия Тёмного», (1861), Военный музей им. Витаутаса Великого[англ.]
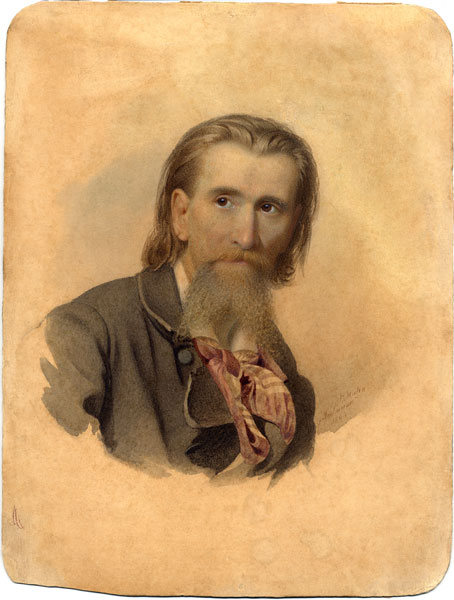
Автопортрет, (1864), Латвийский национальный художественный музей
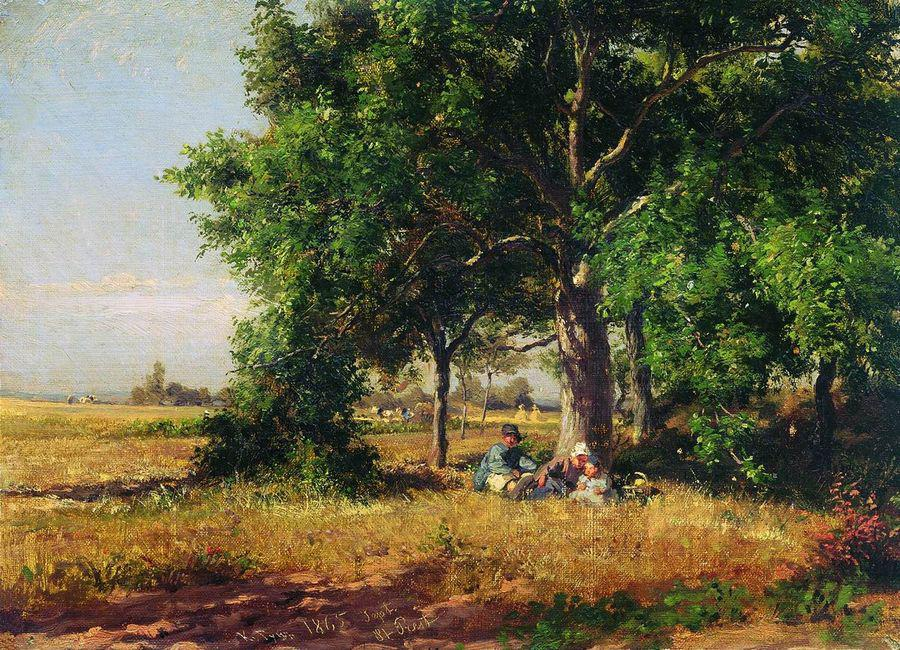
«В окрестностях Сант-Преста, во Франции», (1865), Третьяковская галерея
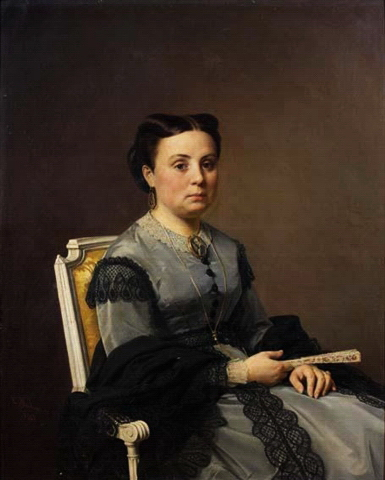
Женский портрет, (1867), частное собрание
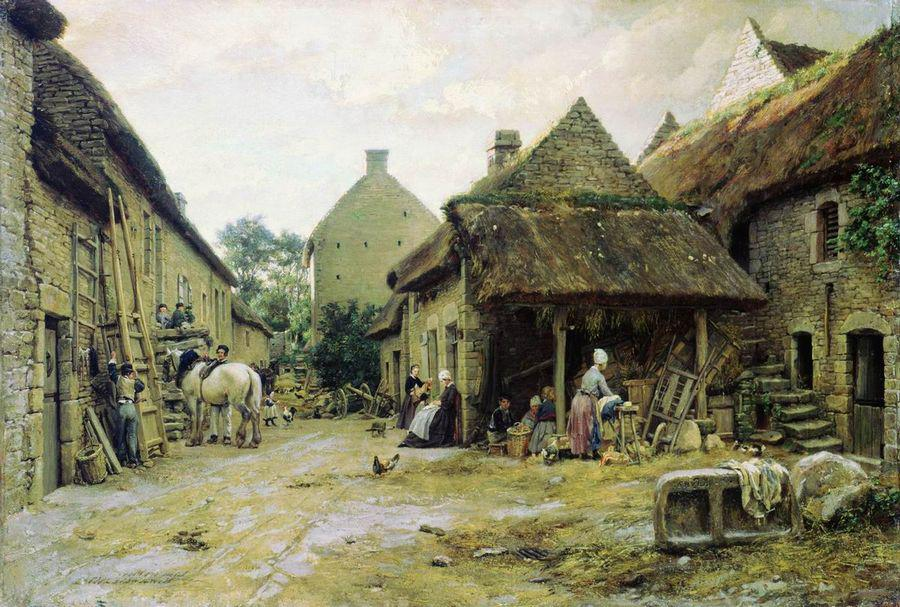
«Нормандия», (1867), Воронежский областной художественный музей имени И. Н. Крамского
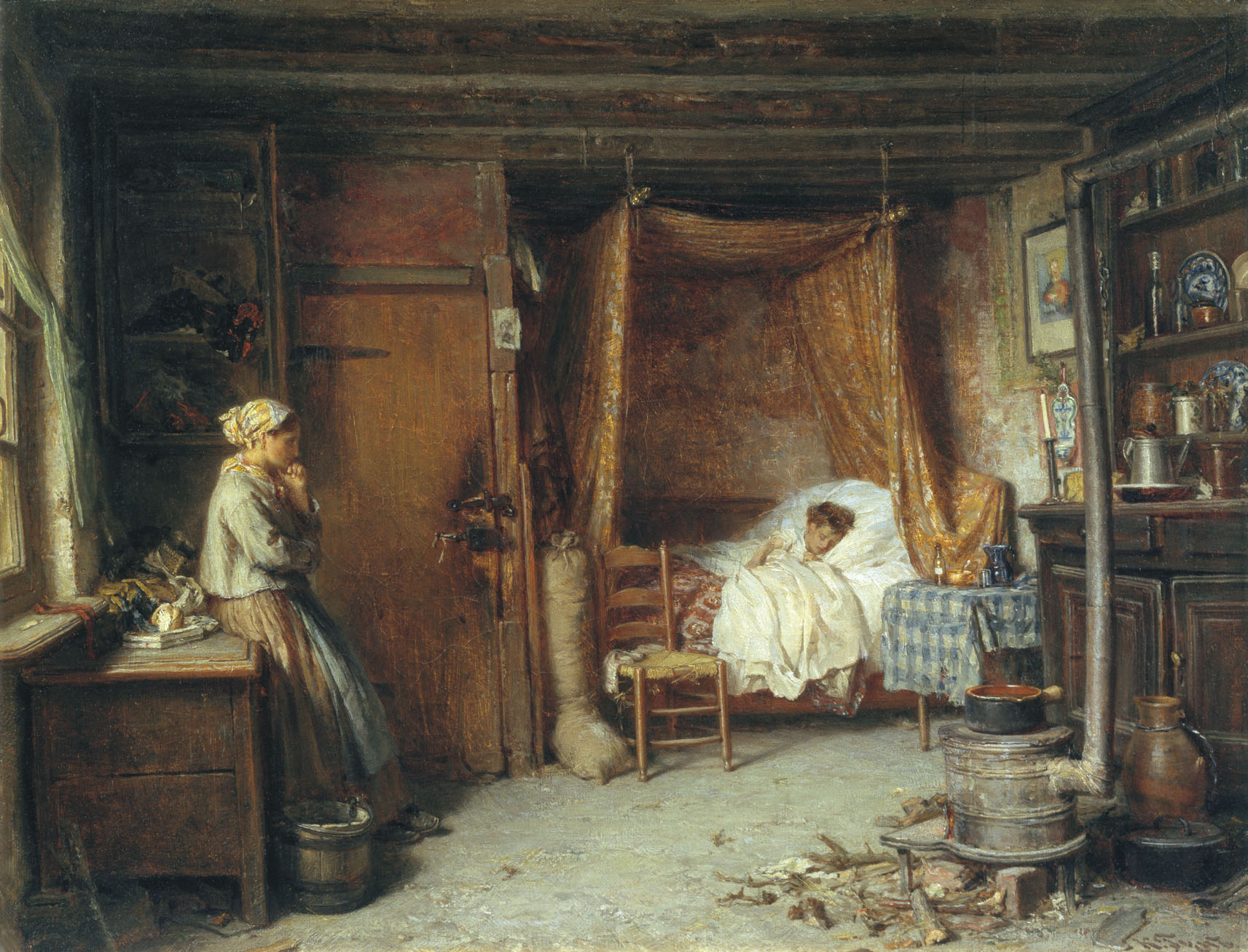
«Больное дитя», (1869), Третьяковская галерея
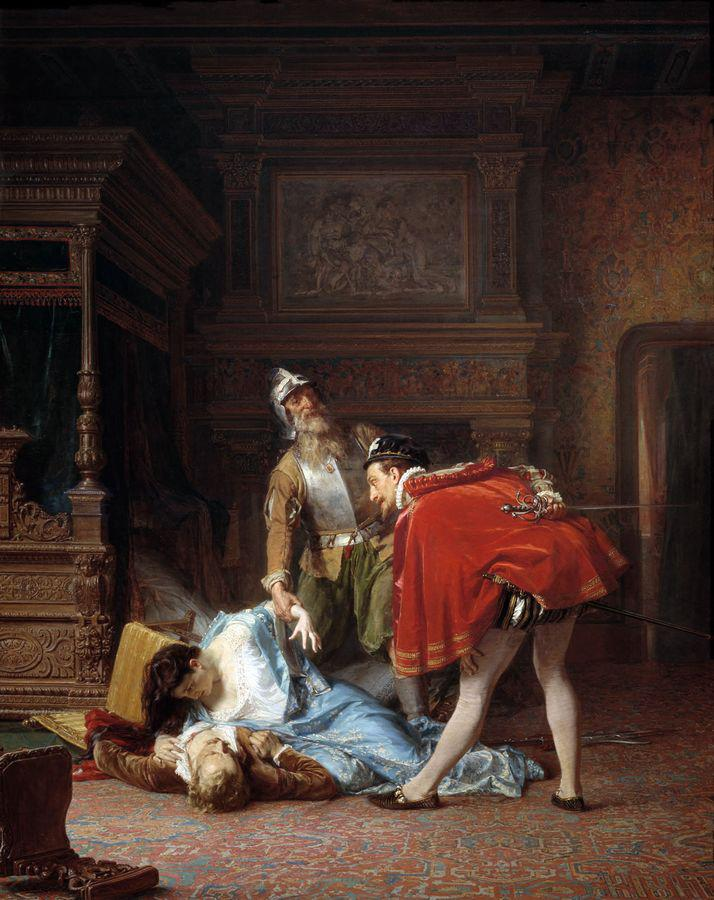
«Сцена из Варфоломеевской ночи», (1870), Третьяковская галерея
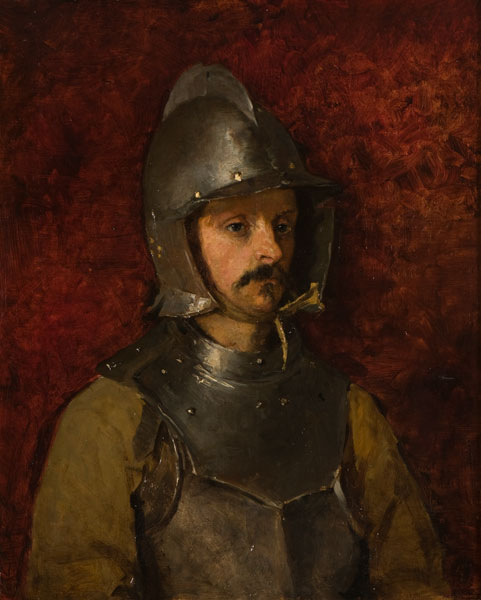
«Рыцарь», (около 1870), Латвийский национальный художественный музей
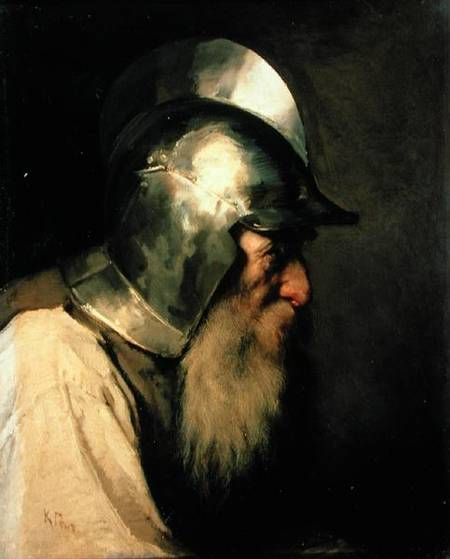
«Старый воин времён гугенотов», (1870), Третьяковская галерея
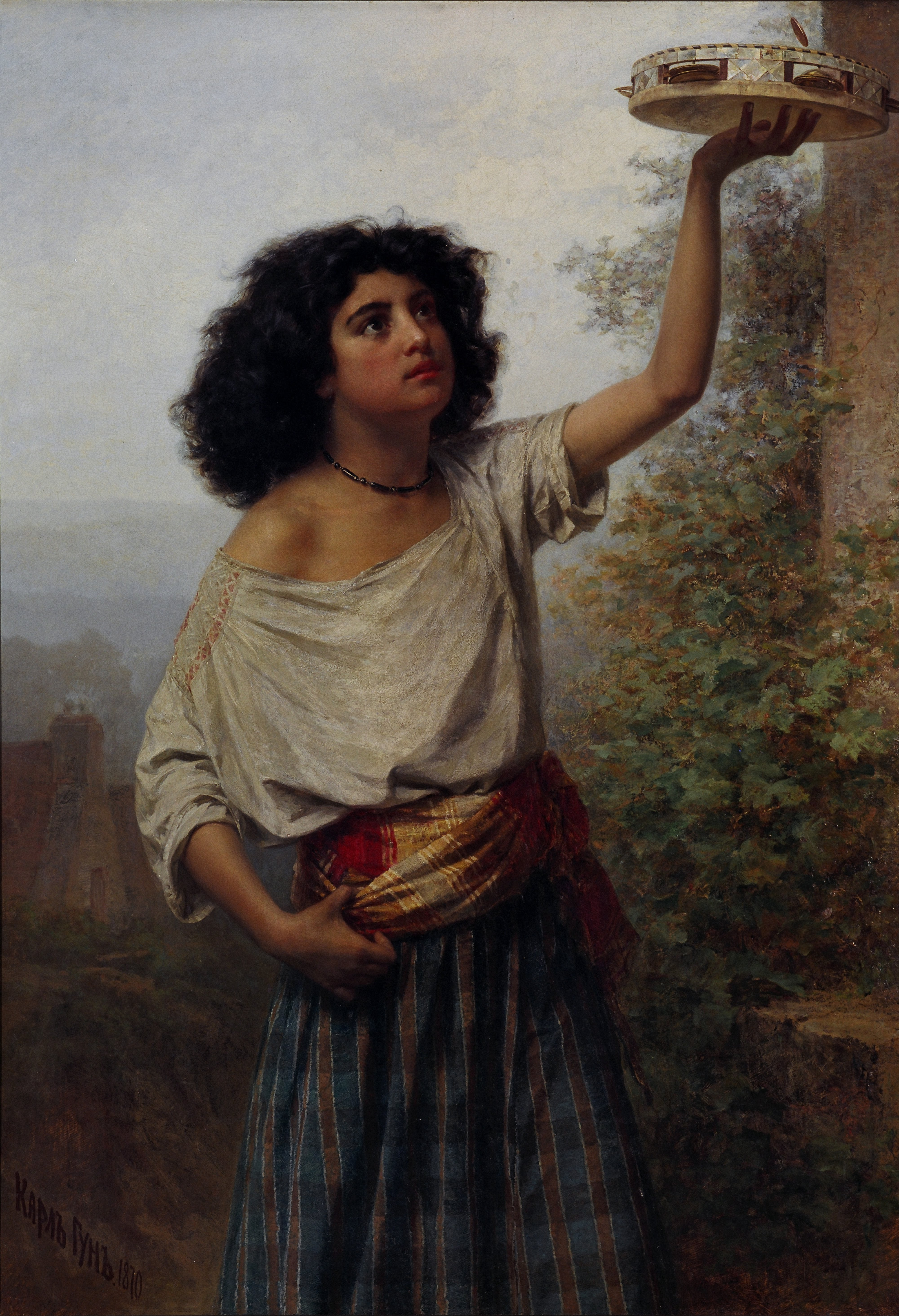
«Цыганка ловит в тамбурин брошенную ей монету», (1870), Латвийский национальный художественный музей
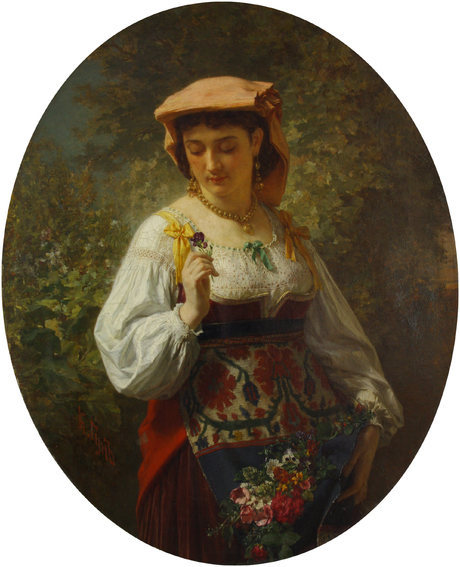
«Итальянка», (1870), Национальная картинная галерея Армении
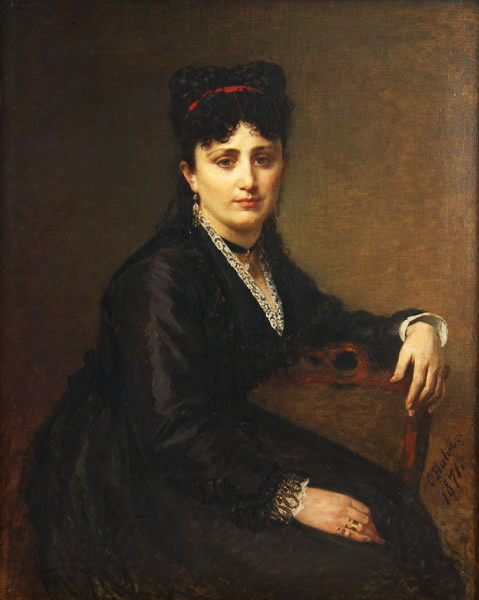
Женский портрет, (1871), Латвийский национальный художественный музей
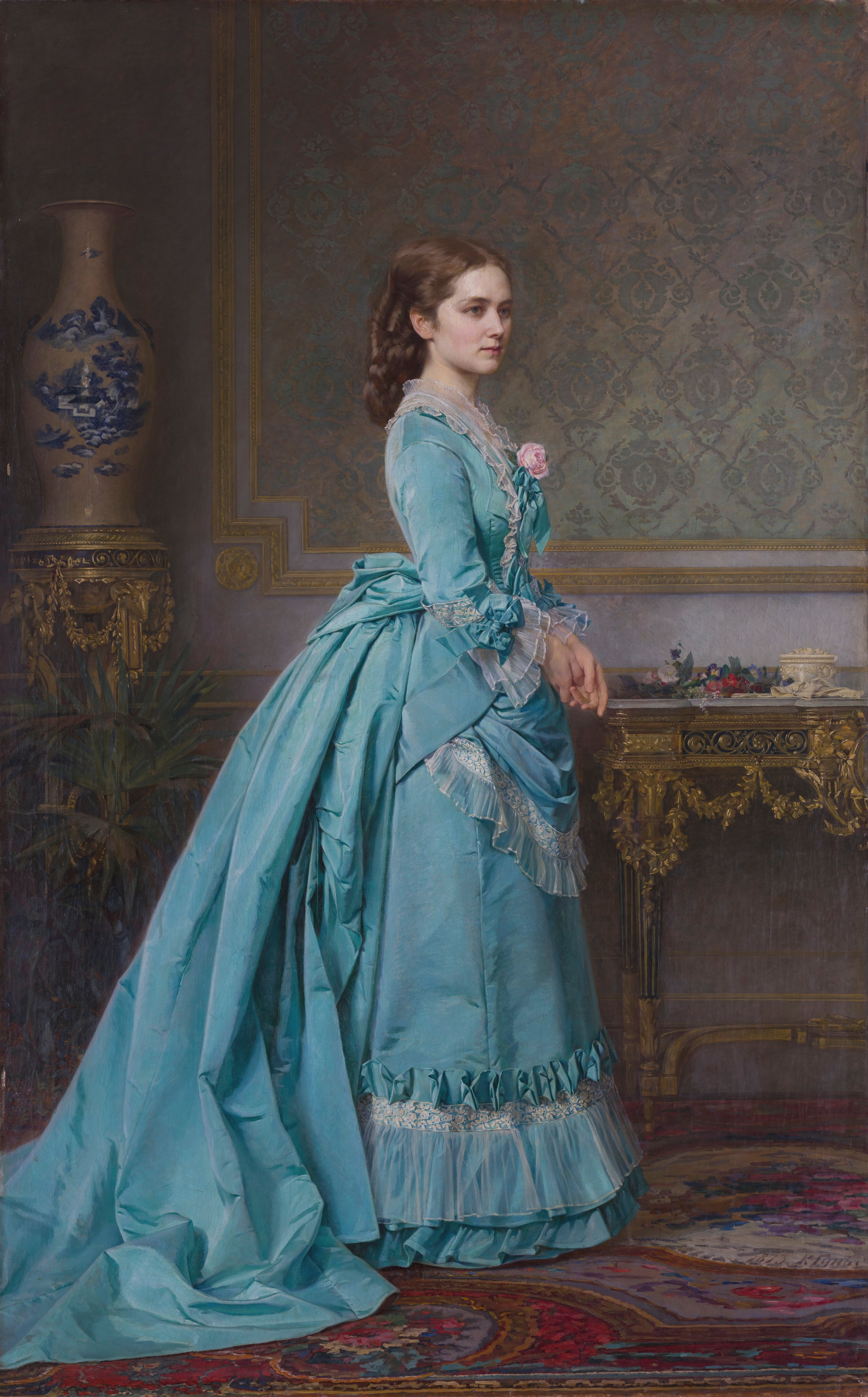
«Портрет Варвары Григорьевны Солдатёнковой, рождённой Филипсон», (1873), Государственный музей искусств Узбекистана
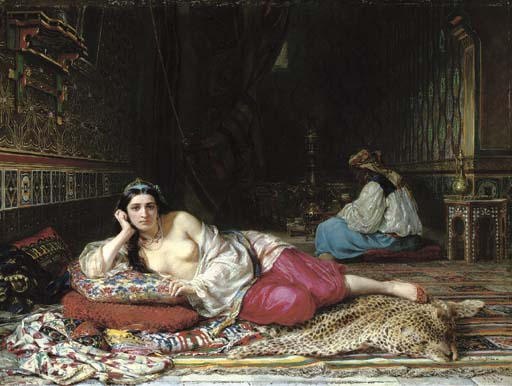
«Одалиска», (1875), частное собрание

## Комментарии
1. ↑  В персоналии БСЭ (БСЭ, 1972, с. 449) даётся другая датировка, ныне считающаяся ошибочной — 1 (13) декабря 1830 года. Согласно записям Архивная копия от 21 марта 2014 на Wayback Machine в церковной книге Зиссегаля, хранящейся в Государственном архиве Латвии (LVA, 235. f., 3. apr., 172. l.) Архивная копия от 8 октября 2011 на Wayback Machine, художник родился 1 (13) ноября 1831 года.